# Ribnica (Slovénie)
Pour les articles homonymes, voir Ribnica.
Ribnica (en allemand : Reifnitz) est une commune du sud de la Slovénie. La ville historique accueille un musée de l’apiculture.

## Géographie

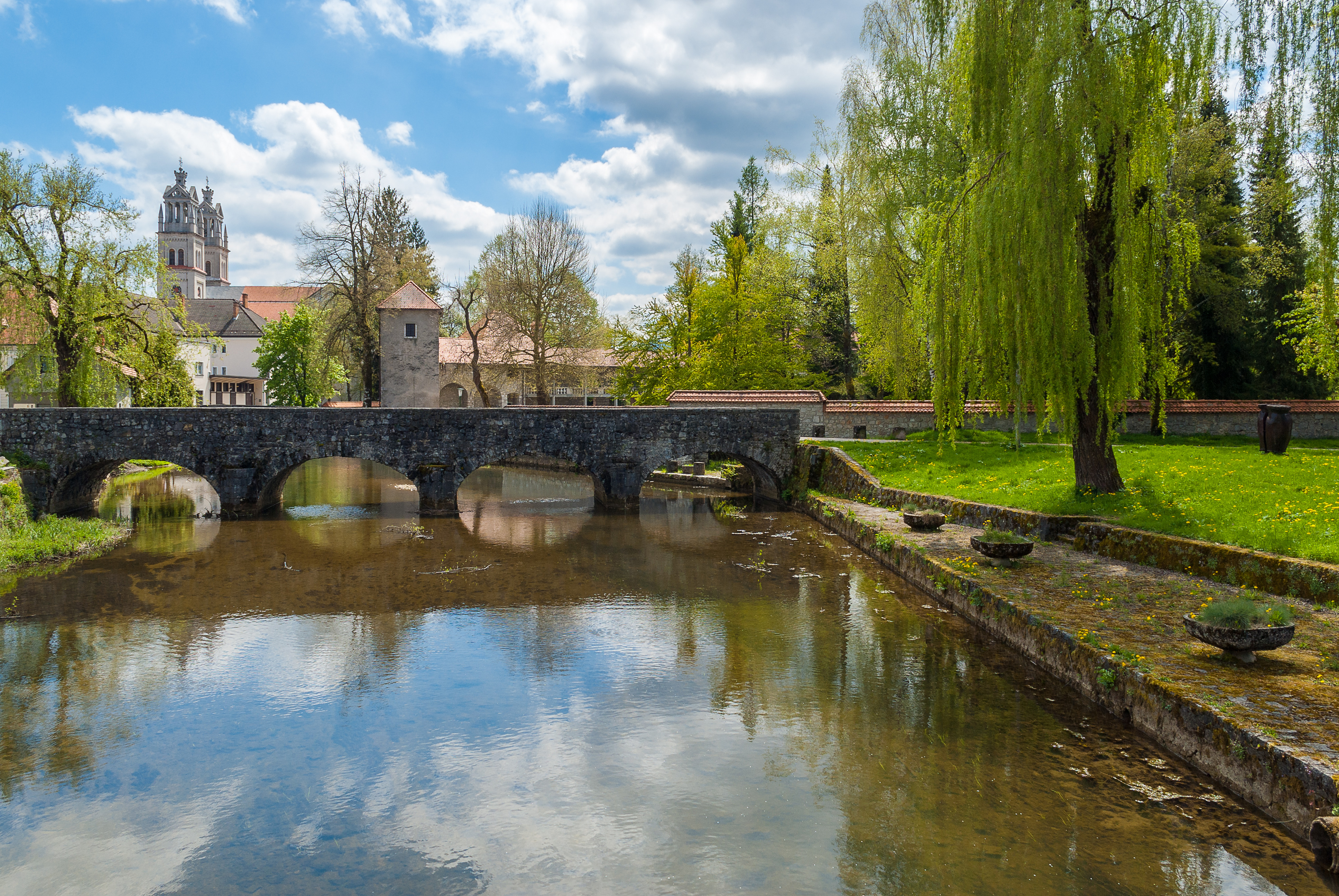
Le pont Français (Francoski most).

La commune fait partie de la région traditionnelle de Basse-Carniole ; elle est située dans une dépression (poljé) au sein des hauts plateaux karstiques appartenant aux Alpes dinariques. Le centre-ville se trouve à environ 40 kilomètres au sud de Ljubljana.

## Histoire
Des travaux archéologiques ont confirmé que la région était déjà peuplée dès l'âge de Bronze. 
La première mention de la localité principale de Rewenitz dans la marche de Carniole remonte aux environs de l'an 1220. Le nom est dérivé de slovène : Ribe, « poisson ». Le château de Ribnica est évoqué pour la première fois dans l'an 1263.
La ville se situe dans une zone plusieurs fois envahies par les armées ottomanes. Des batailles eurent lieu en 1480, 1528, 1546, 1558, 1559 et deux fois en 1564. 

## Démographie
Entre 1999 et 2021, la population de la commune de Ribnica est restée assez stable avec plus de 9 000 habitants,.
Évolution démographique
| 1999  | 2000  | 2001  | 2002  | 2003  | 2004  | 2005  | 2006  | 2007  |
| ----- | ----- | ----- | ----- | ----- | ----- | ----- | ----- | ----- |
| 9 209 | 9 196 | 9 253 | 9 260 | 9 250 | 9 212 | 9 201 | 9 251 | 9 297 |
| 2008  | 2009  | 2010  | 2011  | 2012  | 2013  | 2014  | 2015  | 2016  |
| 9 326 | 9 305 | 9 352 | 9 333 | 9 340 | 9 316 | 9 353 | 9 321 | 9 347 |
| 2017  | 2018  | 2019  | 2020  | 2021  |       |       |       |       |
| 9 390 | 9 377 | 9 483 | 9 527 | 9 644 |       |       |       |       |

## Personnalités célèbres
- Jacobus Gallus (1550-1591), compositeur, probablement né à Ribnica ;
- Johann Ludwig Schönleben (1618-1681), historien, y a été curé-archidiacre ;
- France Prešeren (1800-1849), poète et personnalité symbolique de la Slovénie qui étudia dans la commune ;
- Simona Škrabec (née en 1968), historien, grandit à Ribnica.

## Sport
Le RD Ribnica est un club de handball qui évolue en Championnat de Slovénie et a été deux fois vice-champion, en 2018 et 2020.